# William A. Stein
William Arthur Stein (21 de febrero de 1974 Santa Bárbara, California) es  un profesor de matemáticas en la Universidad de Washington.
Es conocido como el desarrollador en jefe de Sage. Ha trabajado como activista del software científico de código abierto. Hace investigación computacional sobre el problema de computación con formas modulares y la conjetura de Birch y Swinnerton-Dyer